# Ràtio de tresoreria
La Ràtio de Tresoreria (acrònim: Rt; en anglès: Acid test Ratio) és una ràtio financera que intenta mesurar si una empresa disposa de suficients actius a curt termini (excloses les existències) per a cobrir els seus deutes a curt termini. Aquesta ràtio s'utilitza per estimar la liquiditat d'una empresa, és a dir, si disposa de prou actius líquids per pagar els seus deutes a curt termini. És una ràtio similar però més exigent que la ràtio de fons de maniobra, perquè intenta detectar un risc que el fons de maniobra no pot copsar, és a dir, si l'empresa podria pagar els seus deutes a curt termini en el cas extrem que els seus creditors volguessin cobrar immediatament, i a més no pogués vendre cap ni un producte de les seves existències. En una anàlisi relacional, si el fons de maniobra és molt més gran que la ràtio de tresoreria, ens trobaríem davant d'una empresa on els actius corrents són majoritàriament existències, tret característic dels negocis dedicats a la venda minorista. En resum, la ràtio de tresoreria ens mostra una imatge molt precisa de quina és la liquiditat d'una empresa.

## Càlcul i interpretació
S'exclouen del numerador les existències doncs es parteix del supòsit que l'empresa ha de fer front al pagament immediat i no té temps o no pot esperar a vendre les seves existències, que són la part menys líquida i és molt més difícil convertir en diners en un curt termini. A l'Estat Espanyol és de mitjana 0,8, així doncs, per cada 100 € de deutes a curt termini, les empreses disposen 80 € en actius fàcilment convertibles en tresoreria per fer-hi front. La seva fórmula és la següent:
| Ràtio financera     | Fórmula                                  | Descripció | "Òptim"    | Criteri |
| ------------------- | ---------------------------------------- | --- | ---------- | --- |
| Ràtio de tresoreria | Rt=(C+B+Acc+Re+DC)/PC Rt = (AC − E) / PC | Rt = [Disponible:(Caixa+Bancs+Accions) + Realitzable:(Deutors+Dcts.per Cobrar)] / Passiu corrent Rt = (Actiu corrent - Existències) / Passiu corrent | 0,8<Rt<1,2 | Rt < 0,8: perill de suspensió de pagaments. Rt > 1,2: hi ha excés de liquiditat ociosa; no es maximitza la Rendibilitat econòmica. |

Per evitar problemes de liquiditat, el valor de la ràtio ha d'estar a prop d'1, ja que si és inferior hi un risc manifest de suspensió de pagaments perquè, amb els recursos de curt termini, l'empresa no pot pagar els seus deutes a curt termini. Si el valor de la ràtio és molt superior a 1 vol dir que hi ha un excés de liquiditat; és a dir, l'empresa té actius sense rendiment.